# Annona prevostiae
Annona prevostiae este o specie de plante angiosperme din genul Annona, familia Annonaceae, descrisă de H. Rainer. Conform Catalogue of Life specia Annona prevostiae nu are subspecii cunoscute.